# یواس‌اس استیونز (دی‌دی-۴۷۹)
یواس‌اس استیونز (دی‌دی-۴۷۹) (به انگلیسی: USS Stevens (DD-479)) یک کشتی بود که طول آن ۱۱۴٫۷ متر (۳۷۶ فوت) بود. این کشتی در سال ۱۹۴۲ ساخته شد.